# «Рено» Братолюбова — Некрасова
«Рено» Братолюбова-Некрасова — пушечно-пулемётный бронеавтомобиль Вооружённых сил Российской империи. Разработан в 1914—1915 годах для 11-й автомобильной роты с использованием шасси французской фирмы «Renault». Проект бронировки был разработан штабс-капитаном Некрасовым при активном участии генерал-лейтенанта Р.А. Дурляхова (Дурляхера) и инженера-изобретателя А.А. Братолюбова. Единственный экземпляр бронеавтомобиля построен в мастерских А.А. Братолюбова в 1915 году. Бронеавтомобиль предназначался для конвоирования транспортных колонн на марше, в результате чего неполное бронирование (отсутствие броневой крыши) было сочтено приемлемым. Вооружение бронеавтомобиля состояло из 37-мм пушки Гочкисса и 7,62-мм пулемёта «Максим». Экипаж составлял 4 человека.
В ходе Первой мировой войны бронеавтомобиль ограниченно применялся в ходе боевых действий 11-й автомобильной роты. Данные о судьбе машины после Октябрьской революции отсутствуют, однако, в любом случае, она была разбронирована не позднее 1920—1921 года.